# Руска архитектура
Руска архитектура прати традицију чији коријени леже у Кијевској Русији. Након пада Кијева, руска архитектонска историја се наставила у кнежевинама Владимир-Суздаљ, Новгород. Велике цркве Кијевске Русије, саграђене након усвајања хришћанства 988. године, биле су први примјери монументалне архитектуре у источнословенском региону. Архитектонски стил Кијевске државе, који се брзо успоставио, био је под снажним утицајем византијске архитектуре. Ране православне цркве су углавном грађене од дрвета, са најједноставнијим обликом познатим као ћелијска црква. Велике катедрале су често имале много малих купола, што је навело неке историчаре умјетности да закључе како су се пагански словенски храмови појавили.
Црква Свете Софије у Новгороду (1044—52), с друге стране, изразила је нови стил који је снажно утицао на руску црквену архитектуру. Њени строги зидови, мали, уски прозори имају много заједничког са романском архитектуром западне Европе. Облик купола је посебна карактеристика руске архитектуре. Даља одступања од византијског модела видљива су у каснијим новгородским црквама: Светом Николи (1113), Светом Антонију (1117—1919) и Светом Ђорђу (1119). Секуларна архитектура Кијевске Русије једва је преживјела. Све до 20. вијека само Златне капије Владимира, упркос великој рестаурацији из 18. вијека, могле би се сматрати аутентичним спомеником из пред-монголског периода. Током 1940-их, археолог Николај Воронин открио је добро очуване остатке палате Андреја Богољубског у Богољубуву (из 1158. до 1165. године).
Град Алекс је сачувао своју архитектуру током монголске инвазије. Прве цркве су наручили кнезови; међутим, након 13. вијека трговци, цехови и заједнице почели су да проводе катедрале. Грађани Новгорода из 13. вијека били су познати по својој марљивости и просперитету, ширећи се од Балтика до Бијелог мора. Архитектура у Новгороду није почела да цвета до почетка 12. вијека. Катедрала Свете Софије у Новгороду настала је по узору на оригиналну катедралу Свете Софије у Кијеву. Градњу су надгледали радници из Кијева, који су такође увозили цигле. Примарни грађевински материјали су били камен и необрађени блокови од кречњака. Кажу да су ентеријери били осликани фрескама, које су сада нестале. Врата су била од бронзе.
Католик у манастиру Јуријев је 1119. године наручио кнез Всеволод Мстиславовић. Архитекта је био познат као Мајстор Петар, један од ријетких архитеката који су у то вријеме забиљежени у Русији. Екстеријер карактеришу уски прозори и двоструко увучене нише, које се одвијају у ритму преко фасаде; унутрашњи зидови достижу висину од 20 m (66 стопа). Његови стубови су уско размакнути, наглашавајући висину засвођених плафона. Унутрашњост је била прекривена фрескама из кнежевих радионица, укључујући и неке од најрјеђих руских слика тог времена.
Црква Преображења Спаситеља била је споменик Илији Мурометсу. Током инвазије Монгола, Илија је наводно спасио град; црква је саграђена у његову част на Елијах улици 1374. За то време град-држава Новгород је успоставио посебан округ за принчеве, подијеливши град у низ улица у којима црква још увијек стоји. Прозори цркве су детаљнији, нише дубље и купола (виђена у већим катедралама) појачана је косим кровом.
Друга црква која веома личи на Цркву Преображења је црква Светих Петра и Павла у Козхевницима. Изграђена је 1406. године, а примарна разлика је у грађевинском материјалу. Детаљ је фокусиран на западну и јужну фасаду. У овом тренутку појављују се нови орнаментални мотиви у цигли. Тлоцрт цркве је готово квадратни са четири ступа, једном апсидом и једном куполом.

## Дрвена архитектура
Дрвена архитектура представља најстарији вид архитектуре на територији Русије. Русија је дуго била земља у којој је дрво било главни грађевински материјал, тако да је и целокупна њена архитектура била дрвена. Од дрвета су се правили пагански храмови, тврђаве, куле и брвнаре. Помоћу дрвета желели су да изразе свој унутрашњи доживљај лепоте грађевинске конструкције, осећај за пропорцију и хармонију архитектонских склопова са природним амбијентом. Руска дрвена архитектура била је карактеристична по слојевитости грађевине, украшавању кула, балкона, пролаза и тремова. Сложени декоративни дуборез представља традиционални украс руских дрвених објеката.

### Претхришћанска архитектура (пре 882.)
Руска архитектура је мјешавина византијске и паганске архитектуре. Неке од карактеристика које су преузете од словенских паганских храмова су спољашње галерије и мноштво кула. Између 6. и 8. века, Словени су изградили тврђаве, назване гродови, који су били чврсто конструисани дрвени механизми одвајања.

## Владимиро-суздаљска архитектура (12. и 13. век)
Кнежевина Владимиро-Суздаљска током 12. и 13. века представља важан културни развој када архитектура достиже највећи процват. У том периоду први пут се појављују једнокуполни храмови на четири стуба за чију су се изградњу користили блокови од белог камена. Грађевине из тог периода слабо имају декоративне елементе. Декорација се углавном огледа у рељефним украсним појасима које се протежу дуж фасаде и горњег дела апсида, истичући огромну снагу глатких белих зидова. Тешка купола наглашава је утисак непобедиве физичке снаге.
- Кијев се сматра центром развоја монументалне архитектура овог доба. Главни грађевински материјал овог периода је плинфа (танка цигла). Један од најзначајнијих архитектонских споменика овог периода је црква у Нерлу изграђена у 1165. године.
- Чернигов представља други центар монументалне архитектуре Кијевске Русије. Најстарији споменик овог периода је Преображење Катедрала коју је подигао Мстислав Храбри у другој половини 12 века. Катедрала тробродна правоугаоне основе са три апсиде на страни олтара.
- Новгород је архитектонски центар ансамбла Кремља у северозападном центру Русије. Новгород саборна црква Свете Софијер саграђена је у периоду између 1045—1050. године.

### Период Кијевске Русије (882.–1230)
- Црква Свете Софије у Новгороду. (1045-1050)
- Манастир Преображења у Мурому (1096)
- Црква Светог Николе у Новгороду. (1113-1136)
- Црква Светог Ђорђа у близини Новгорода. (1119)
- Црква Посредовања на Нерлу (1165)
- Православна црква у Владимиру (1186-1189)

## Архитектура Московске кнежевине (14—16. век)
Московска архитектура кроз грађевине рефлектује историјски значај уједињења и ослобођења земаља, централизације државе и формирања јединствене нације. За овај период је карактеристична употреба опеке и теракоте. У зидарству опека замењује традиционални бели камен. Овај стил представља спој једноставне конструкције и наглашене спољне декорације. Москва постаје уметнички центар свих руских кнежевина. Архитектура овог периода наставља традицију прошлости, уз камену архитектуру и дрвену форму настаје нови "шаторски стил" који представља значајну разлику у архитектури новог периода.
Као најпознатији споменик архитектуре тог периода издваја се изградња Храма Светог Василија Блаженог на Црвеном тргу у Москви (1554-1560). Споменик представља један од најпрепознатљивијих симбола Москве и Русије. Саграђен по наређењу Ивана Горозног у знак сећања на освајање Казања. Други познати споменик овог периода је Вазнесењска црква у Коломенском (1528-1532)на десној обали реке Москве. Вазнесење представља први камени шаторасти храм у Русији.

### Рани московски период (1230–1530)
Монголи су опљачкали земљу тако темељно да чак и престонице (као што су Москва или Твер) нису могле да приуште нове камене цркве више од пола вијека. Новгород и Псков су избјегли монголски јарам и еволуирали у успјешне комерцијалне републике; у овим градовима сачувано је на десетине средњовјековних цркава (из 12. вијека и после). Цркве у Новгороду, стрме су кровне и грубо исклесане; неке садрже величанствене средњовјековне фреске. У малим и живописним црквама у Пскову налазе се бројни нови елементи: лукови од лука, црквене веранде, спољашње галерије и звоници.
Осим цркава, многе друге структуре потичу из владавине Ивана III. Међу њима су утврђења (Китаи-город, Кремљ (садашње куле су изграђене касније), Ивангород), куле (звоник Ивана Великог) и палате (Палата аспеката и палата Углић). Број и разноликост постојећих зграда може се приписати чињеници да су италијанске архитекте наговорили Московљане да напусте престижни, скупи и незграпан кречњак за много јефтинију и лакшу циглу као главни грађевински материјал.

### Средњи московски период (1530–1630)
У 16. вијеку, кључни развој био је увођење подигнутог крова у цигленој архитектури. Сматра се да је кровна конструкција налик на шатор настала на сјеверу Русије, јер је спријечила да се снијег нагомилава на дрвеним зградама током дугих зима. У дрвеним црквама (чак и модерним) овај тип крова је веома популаран. Прва циглена црква у облику шатора је Црква Вазнесења у Коломенском (1531), намењена да обележи рођење Ивана Грозног. Његов дизајн доводи до спекулација; вјероватно је да је овај стил (који никада није пронађен у другим православним земљама) симболизовао амбицију настале руске државе и ослобађање руске умјетности од византијских канона након пада Константинопоља.
Шаторске цркве су биле популарне током владавине Ивана Грозног. Два примарна примјера из његове владавине имају неколико шатора егзотичних облика и боја, распоређених у замршеном дизајну: Црква Светог Јована Крститеља у Коломенскоју (1547) и Храм Светог Василија на Црвеном тргу (1561). Друга црква обједињује девет шаторских кровова у упечатљивој кружној композицији.

### Касни московски период (1630.–1712)
Московске цркве из 17. вијека су такође богато украшене, али су много мање величине. Раније у вијеку, Московљани су и даље фаворизовали шаторске конструкције. Главни предмет њиховог дивљења била је "Чудесна" црква Узнесења (1627): имала је три грациозна шатора у низу, подсјећајући на три запаљене свијеће. Ова композиција је била екстравагантно запослена у Ходегетријској цркви (1638). Под претпоставком да су такве конструкције биле у супротности с традиционалним византијским типом, патријарх Никон их је прогласио неканонским. Он је подстакао изградњу разрађених црквених резиденција (као што је Ростов Кремљ на Неро језеру који је садржао пет високих цркава, многе куле, палате и одаје). Никон је дизајнирао своју нову резиденцију у Новом Јерусалиму, у којој је доминирала катедрала налик ротунди, прва такве врсте у Русији.

## Царска Русија (1712.–1917)
Године 1712, Петар I од Русије преселио је главни град из Москве у Санкт Петербург, који је планирао да дизајнира у холандском стилу који се обично назива петринским бароком. Његови главни споменици су катедрала Петра и Павла. За време владавине царице Ане, и Елизавете Петровне руском архитектуром је доминирао луксузни барокни стил Бартоломеа Растрелија; Растрелијеве грађевине укључују Зимски дворац и Катедралу Смолни. Други препознатљиви споменик елизабетанског барока су Црвена врата.
Катарина Велика је одбацила Растрелија и патронирала неокласичним архитектима позваним из Шкотске и Италије. Неке од репрезентативних зграда из њене владавине су Александрова палата и Тројска катедрала Александра Невске Лавре. За вријеме владавине Катарине, руски стил готичког препорода развили су Василиј Базенов и Матвеј Казаков у Москви. Руски Александар I је фаворизовао царски стил, који је постао у ствари, једини стил његовог периода, о чему свједоче Казањска катедрала, зграда Адмиралитета, Бољшој театар, Изакова катедрала и тријумфална капија Нарва у Санкт Петербургу. Утицај царског стила био је још већи у Москви, која је морала да обнови хиљаде кућа уништених у пожару 1812. године.
Током 1830-их Никола је ублажио регулативу у архитектури, отварајући трговину неколико инкарнација раног еклектицизма. Псеудо-руски пројекти Константина Тона постали су пожељни избор у изградњи цркве (Храм Христа Спаситеља, 1832–1883), док су његове јавне зграде пратиле ренесансну традицију, илустровану у Великом кремаљском двору (1838–1949) и Кремљској оружари (1844). –1851). Касније владавине Александра II и Александра III промовисале су руско византијско оживљавање у црквеној архитектури, док је грађанска изградња пратила исту разноликост заједничког у свим европским земљама; то је укључивало све веће трендове националног препорода, народног и имагинарног.
Између 1895. и 1905. године архитектура је на кратко доминирала руским сецесијем, најактивнијим у Москви.
- Храм Христа Спаситеља (1860–1883)
- Третјаковска галерија (1902-1904)
- Бољшој театар (1821–1825)

### Руска архитектура 17. века
Крајем 17. века појављује се нови стил, "московски барок" – архитектонски стил у коме су спољашња величанственост и декоративност спојени са прецизношћу и симетричношћу грађевине. Карактеристике овог стила су технике декорације помоћу боја (декоративна резбарија на белом камену, керамичке плоче у боји, фасадни украси). Један од најзначајнијих споменика овог стила је московски храм Покрова Пресвете Богородице саграђен у Рубцову (1626).
Мали храм без носећих стубова покривен је затвореним сводом. Карактерише га јединственост унутрашњег простора. Има капеле на свакој страни. Са три стране окружен је отвореним галеријама (предворјима).

### Руски барок
Прва фаза развоја руског барока датира још из доба руског царства (1680-1700). Специфичност овог стила је његов близак однос са већ постојећим традицијама и напредном технологијом која долази са Запада. Архитектонски стил оријентисан је на примерима Шведске, Немачке и Холандске архитектуре. Оснивањем Санкт Петербурга почетком 18. века доводи са собом јак развој руске архитектуре у коме се јавља такозвани петровски барок. У овом стилу праве линије уступају место кривудавим и изломљеним линијама као и ситним детаљима попут рељефних украса, вазица и скулптура. Просторије на изглед постају пространије захваљујући игри светлости и сенки.
Познати објекти овог времена остали су очувани до данашњег дана. Најпознатији су:
- Петропавловска саборна црква
- Летњи дворац Петра Великог
- Александро-невска лавра

За време владавине Јелисавете Петровне у Русији се развија нови правац у руском бароку који се и везује за њено име. Раскош и централизација власти одговарале су идејама западноевропског барока коме нови стил постаје ближи од петровског барока. у престоници се подижу огромни храмови, катедрале, дворци и палате чија архитектура поседује многобројне разноврсне детаље, живописност и пластичност форме. Један од најпознатијих споменика барока из периода Јелисавете Петровне је Зимски дворац у Санкт Петербургу.

### Класицизам
Крајем 18. века, од 1770. године, у руској архитектури класицизам постепено замењује барок долази. Овај стил је био прихваћен као међународни уметнички израз у оквиру кога се развијала његова национална варијанта. Значајни центри руске класике постју Петроград и Москва. Доласком класицизма престаје период културне изолованости који је трајао вековима. Настаје развојем индустрије и ширењем градова када се намећу урбанистички проблеми. Уметнички језик класицизма је универзалан и могао се применити од најимпозантнијих двораца до скромних дрвених кућица на периферији.
У Санкт Петербургу класицизам настаје као завршен верзију стила у 1780-их година чији су творци Иван Старов и Ђакомо Кваренги. Таврически дворац је једна од најтипичнији од класичних зграда Санкт Петербурга.

### Псеудо-руски стил
Настаје средином 19. и почетком 20. века када се обнавља интересовање за староруску архитектуру. Овај стил делимично је позајмио архитектонске форме староруске и византијске архитектуре. Карактеристика псеудоруског стила огледа се у дрвеној резбарији као универзална декорација. Њоме су украшавани и дрвени павиљони, и елементи ентеријера, и кухињски прибор. Куће су прављене са високим крововима. Прозори су били мали, али их је било много. Прозорски оквири су били масивни, украшени многобројним фигурама, шарама и резбаријом. Оснивачем овог стила сматра се Константин Тон међу чијим делима је најпознатији Храм Христа Спаситеља саграђен 1860. године.
У раним 1870-их буди се идеја међу уметничким круговима и повећано интересовање у популарној култури. Један од најупечатљивијих објеката псеудо-руског стила (1870) је "Терем" архитекте Ивана Ропета у близини Москве (1873) и типографија Мамонтова у Москви, изградили Виктор Гартман (1872).

## Период после револуције
Велика октобарска социјалистичка револуција знатно је утицала на стваралаштво у свим областима културе, уметности и архитектуре. Укида се приватно земљиште, поседи и непокретне имовине. Зграде се пројектују у складу са новим социјалним садржајима. Уметност руске авангарде почиње да се рађа још 1900-их. Успон је изнедрио и посебну верзију савремене архитектуре која је у супротности са традиционализмом. Конструктивизам и рационализам почетком 1920-их представљају две основне врсте усмерене на одбацивање традиције корист нове архитектуре. Принципијелно разликовале су се једна од друге. За конструктивисте је једина исправна форма било рационално решење функционалне и конструктивне основе здања, док су рационалисти више обраћали пажњу на просторно решење и човеков доживљај грађевине и градског амбијента.

### Период послије револуције (1917.–1932)
У првој години совјетске владавине све архитекте који су одбијали да емигрирају у свом раду су почели пропагирати формализам, најутицајнији од свих тема Ревивалиста. Направљени су велики планови за велике, технички напредне градове. Најамбициознији од свих био је Торањ Трећег Интернационала, који је 1919. године планирао Владимир Татлин (1885–1953) - спиралу од 400 m, која је била окренута око нагнуте централне осовине ротирајућим стакленим коморама. Немогуће у стварном животу, Татлин Товер је инспирисао генерацију конструктивистичких архитеката у Русији и иностранству. Торањ Схукхов, који се уздиже 160 m изнад Москве, завршен је 1922. године. Према првобитним плановима, Хиперболоидна кула Владимира Схукхова висине 350 m имала је процијењену масу од 2.200 тона, док Ајфелова кула у Паризу (висине 350 m) тежи 7.300 тона.
Становници стамбених зграда били су запечаћени, били су закачени од стране нових станара. Такозвани комунални станови постали су најчешћи тип смјештаја за становнике великих градова. У сваком комуналном апартману једна соба је припадала једној породици, док су купатило, тоалет и кухиња били заједнички. Таква шема је била широко распрострањена до средине 1950-их, а у неким градовима има више комуналних станова. У исто време са тридесетим годинама за старије људе почели су да граде куће са одвојеним спаваћим собама, где је једној породици дат цијели стан. Примјер куће која се зове Кућа на обали (Дом на набрежној) у Москви, саграђена је1927-1931.
Важан приоритет у постреволуционарном периоду био је масовна реконструкција градова. Године 1918, Алексеј Шусев (1873–1949) и Иван Жолтовски основали су Архитектонску радионицу у Мосовету, где је одржано комплексно планирање реконструкције Москве као новог совјетског капитала. Радионица је ангажовала младе архитекте који су касније постали авангардни лидери. Истовремено, архитектонска едукација, подијељена је између ревивалиста и модерниста.
Године 1919, Петроград је видео сличну планску и образовну структуру, на чијем је челу био искусни ревивалиста Иван Фомин (1872–1936). Други градови су их пратили, а резултати обављеног посла морали су да доведу до драматичних промена у традиционалном плану руског града. Тамо су извучени први крупни шаблони развоја (генерални план). Град је био планиран као низ нових широких авенија, масивних јавних структура и побољшање становања радника грејањем и водоводом. Прва стамбена зграда из овог периода је завршена 1923. године.
У Петрограду од 1917. до 1919. године први примјер новог стила изграђен је на Марсовом пољу - споменик "Борци револуције", који је дизајнирао Лев Руднев (1886–1956). Овај комплекс се састојао од низа једноставних, експресивних гранитних монолита и постао је жариште даљег развоја у совјетској скулптуралној и меморијалној архитектури. Најпознатија конструкција овог времена, био је Лењинов маузолеј, Алексеја Шусева. Првобитно је то била привремена дрвена конструкција, на врху пирамиде, са два крила (за улаз и излаз). Године 1930, замијењен је садашњом зградом, изграђеном од камена. Комбинација тамноцрвеног и црног лабрадорита повећала је његову витку, прецизну конструкцију.
Брз развој технолошких процеса и материјала утицао је и на конструктивистичке елементе у конструкцији. За време изградње Волкхове хидроелектране (1918–26, архитекте О. Мунтс и В. Покровски), традиционални обриси на прозорским луковима се још увек користе (упркос бетону који се користи у грађевинарству). Хидроелектрана Дњепар (1927–32), коју је изградио колектив архитеката на челу са Виктором Веснином (1882–1950), има иновативан дизајн са закривљеном браном са ритмичким узорком темеља. Креативни синдикати одиграли су велику улогу у архитектонском животу 1920-их у Русији. Једна од њих је била Удружење нових архитеката (Аснова), формирана 1923. године, која је промовисала идеју синтезе архитектуре и других креативних умјетности како би зградама дала готово скулптурални осећај. Ове зграде су служиле као визуелне тачке за оријентацију човека у простору. Чланови Аснове су такође дизајнирали прве небодере у Москви, од којих ниједан није реализован у то вријеме (1923–1926).
Још једна иновација из постреволуционарне Русије била је нова врста јавне зграде: раднички клуб и Палата културе. Ово је постао нови фокус за архитекте који су користили визуелни израз великих елемената у комбинацији са индустријским мотивима. Најпознатији од њих био је Зуев клуб (1927–29) у Москви, Илије Голосова (1883–1945).

### Архитектура Стаљиновог периода
Настао је средином 30-их до 50-их година 20 века. Везује се за Стаљиново име и представља почетак новог стила у архитектури. Успостављен је током такмичења за пројекат Палате совјета и Совјетског павиљона на Светској изложби 1937. у Паризу и 1939. године у Њујорку. Препознатљив је по карактеристикама колективног пројектовања објеката.
Академија архитектуре СССР и Савеза архитеката СССР настаје 1934. године као комбинација креативне снаге који врши контролу рада архитеката.
На пројектима раде велики архитектонски бирои под руководством водећих архитеката. Од 1947-1955. саграђено је седам московских небодера познатих под називом "седам сестара" (најпознатије Стаљинове грађевине). Стил је препознатљив по масовним украсним венцима, великим статуама, шиљцима и стубовима. Фасаде су прекривене мермером и белим украсним каменом.
Познати архитекти овог периода:
- Борис Јофан
- Дмитриј Чечулин
- Лав Рудњев

### Послијератна Совјетска Унија
Стаљинистичка архитектура награђује конзервативни монументализам. Током 1930-их дошло је до брзе урбанизације као резултат Стаљинове политике, и било је међународног такмичења за изградњу палате Совјета у Москви у то вријеме. После 1945. године, фокус је био на обнови објеката уништених у Другом свјетском рату и подизању нових: седам високих зграда изграђено је на симболичним тачкама у Москви. Изградња Московског универзитета (1948–1953), аутора Лев Руднева и сарадника, посебно се истиче употребом простора. Други примјер је Изложбени центар у Москви, изграђен за другу све-унијску пољопривредну изложбу 1954. године. На њој се налазио низ павиљона, сваки уређен у репрезентативном стилу. Други познати примјери су станице Московског и Санкт Петербуршког метроа саграђене током 1940-их и 1950-их година, познате по свом екстравагантном дизајну и живописној декорацији. Генерално, стаљинистичка архитектура промијенила је изглед многих послијератних градова; много преживљава до данас у централним авенијама и јавним зградама.
Након Стаљинове смрти 1953. године, друштвене и политичке промјене потресле су земљу; грађевински приоритети и архитектура су такође погођени. Године 1955, Никита Хрушчов, суочен са спорим темпом стамбене изградње, позвао је на драстичне мјере за убрзање процеса. То је укључивало развој нове технологије масовне производње и уклањање "декоративних додатака" из зграда. На посебним постројењима која су изграђена у сваком већем граду покренута је производња специјалних бетонских блокова са отвореним отворима за врата и прозоре од којих су изграђене куће. Ови блокови су донети из фабричке готове и инсталиране на челичном оквиру куће. Куће изграђене на овај начин зову се блок куће. Сви пројекти таквих кућа постали су стандардизовани и сажети у неколико серија, које су изградиле куће. Типични су били пројекти за изградњу школа, вртића и болница. То је довело до ефективног краја стаљинистичке архитектуре; међутим, транзиција је била спора. Већина пројеката у држави, планирања или у изградњи до 1955. године била је директно погођена; резултат је, понекад, био читав простор који је постао естетски асиметричан. Познати пример се догодио у послијератној реконструкцији главног града Украјине, Кијеву, у којем планирана авенија Крешатик и њен централни трг формирају јединствен богати простор окружен стаљинистичком конструкцијом. Међутим, како су зграде које су окруживале потоње биле у фази завршетка, архитекте су биле присиљене да измијене своје планове, а подручје је остало недовршено до почетка 1980-их. Нарочито Хотел Украјина, који је требало да крунише трг са изгледом сличним једној од московских "Седам сестара", остао је као солидан облик без врха или неког богатог спољашњег украса.
Ипак, како су зграде постајале више квадратне и једноставне, донијеле су са собом нови стил потакнут функционалношћу свемирског доба. Типичан пројекат је развијен помоћу бетонских панела како би се направила једноставна, петоспратна кућа. Иако брзо изграђена, њихов квалитет је био лош у поређењу са ранијим стамбеним простором; њихов монотони изглед допринио је сивом и досадном стереотипу карактеристичном за социјалистичке градове.
Почео је 1970-их, Леонид Брежњев је архитектима омогућио већу слободу; ускоро је изграђено стамбено насеље различитог дизајна. Станови су били виши и украшенији; велики мозаици на њиховим странама постали су значајка. У готово свим случајевима, они су изграђени не као самостална конструкција, већ као дио великих посједа (француски: стамбени масив) који је убрзо постао централна црта социјалистичких градова. За разлику од кућа изграђених у педесетим и шездесетим годинама, које су имале до 5 спратова, нове стамбене зграде су биле веће и могле су имати до 9 или више спратова, иако је кућа са мање спратова наставила да се гради. Сваки комплекс обухвата велико подручје са двориштем за шетње, игралиште са љуљашкама, пјешчаник за игре и мјеста за паркирање возила, која се често надопуњавају гаражама за аутомобиле, поређане одвојено од стамбених зграда. Овај принцип остаје данас. Јавне зграде су изграђене са различитим темама. Неки (као што је Бела кућа Русије) остварили су директне везе са архитектуром из раних 1950-их, са екстеријером од бијелог мермера и великим рељефима на крилима.

## Савремена руска архитектура
Савремена архитектура Русије је мешавина свих стилова. Један од упечатљивих примера савремене архитектуре је Московски међународни Дом музике, један од највећих филхармонијских комплекса на свету. У руским градовима појављују се облакодери и футуристички пројекти као што је Московски међународни пословни центар - „Москва-сити“. Москва-ситију је тренутно највиша зграда Европе и Заједнице независних држава: Кула „Москва“, висока 301,6 метара. Један пример добро осмишљеног архитектуре - стамбени комплекс "Граната 6". Зграда наставља традицију архитектуре двадесетог века, користећи резбарије камен на фасадама у Старом руском и византијском стилу.
Како се Совјетски Савез распао, многи његови пројекти су стављени на чекање, а неки су потпуно отказани. Међутим, по први пут више није постојала никаква контрола над темом коју зграда треба да има или колико она треба да буде висока. Као резултат тога, са генерално побољшаним финансијским условима, архитектура је расла високом стопом. Први пут су примењене модерне методе изградње небодера, што је резултовало амбициозним Московским међународним пословним центром. У другим случајевима, архитекте су се вратиле успјешним нацртима стаљинистичке архитектуре, што је резултовало зградама попут Тријумф Палате у Москви. Нова класична архитектура се такође касније појављује у савременој Русији, са великим комплексом који се предлаже за Санкт Петербург.
- Пољопривредна палата
- Бијели трг
- Јекатеринбург
- Интернационални пословни центар у Москви.
- Газпром арена